# Elachiptereicus italicus
Elachiptereicus italicus är en tvåvingeart som beskrevs av Oswald Duda 1933. Elachiptereicus italicus ingår i släktet Elachiptereicus och familjen fritflugor. Inga underarter finns listade i Catalogue of Life.